# 特拉

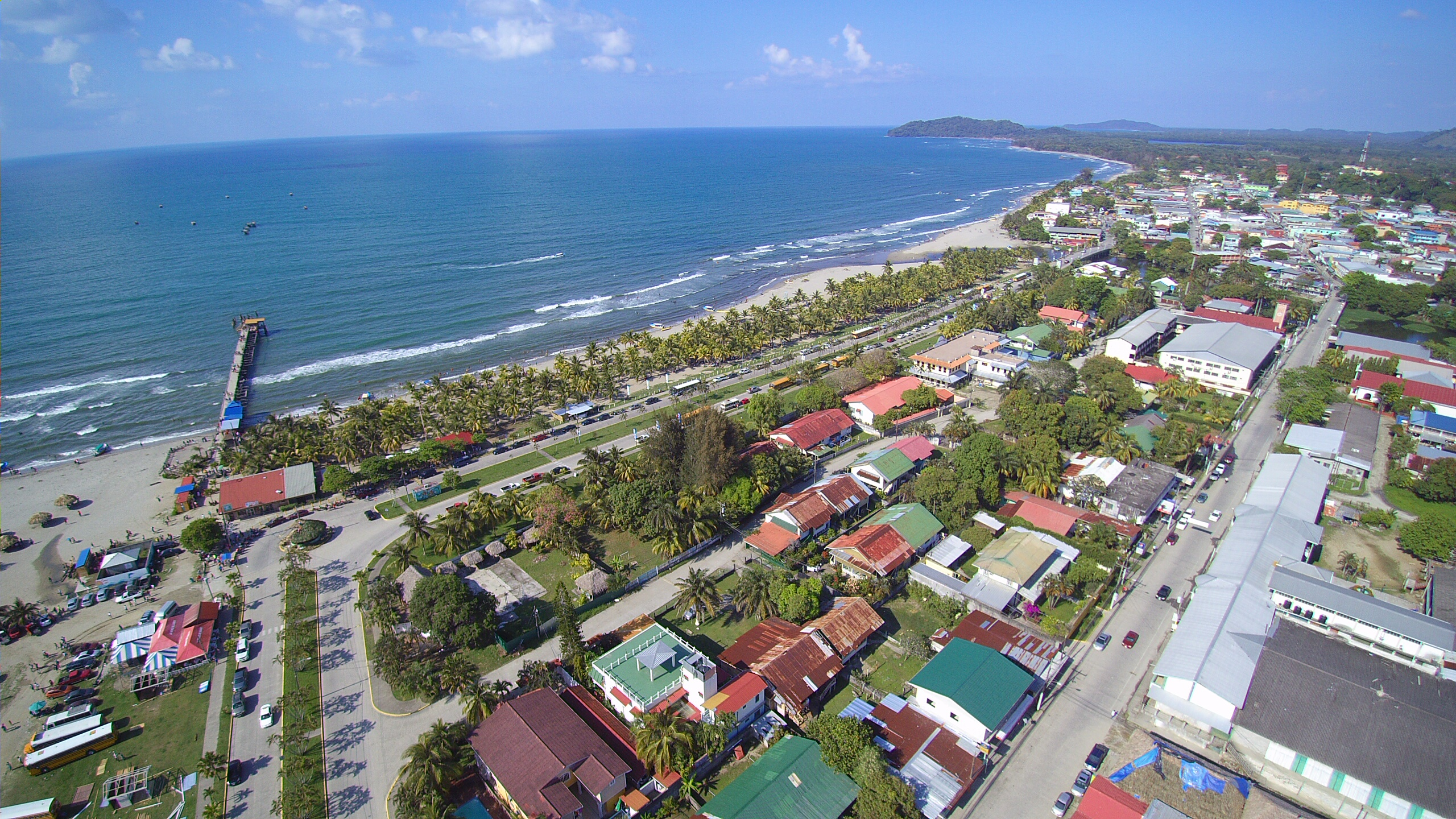
特拉

特拉（西班牙語：Tela）是洪都拉斯阿特蘭蒂達省的城镇，位於該國北部，始建於1524年5月3日，面積1,163平方公里，海拔高度8米，主要經濟活動有旅遊業、漁業、農業、畜牧業和貿易業，2010年人口35,178。

## 外部連結
- Tela´s Tourism Chamber Website
- Tela city site
- Tela Honduras （页面存档备份，存于）
- Proyecto Bahía de Tela Mapa